# Tottenham Hotspur Stadium
El Tottenham Hotspur Stadium es un recinto deportivo situado en la ciudad de Londres, Inglaterra, Reino Unido. En él disputa sus partidos como local el Tottenham Hotspur Football Club de la Premier League inglesa. Fue inaugurado en abril de 2019.

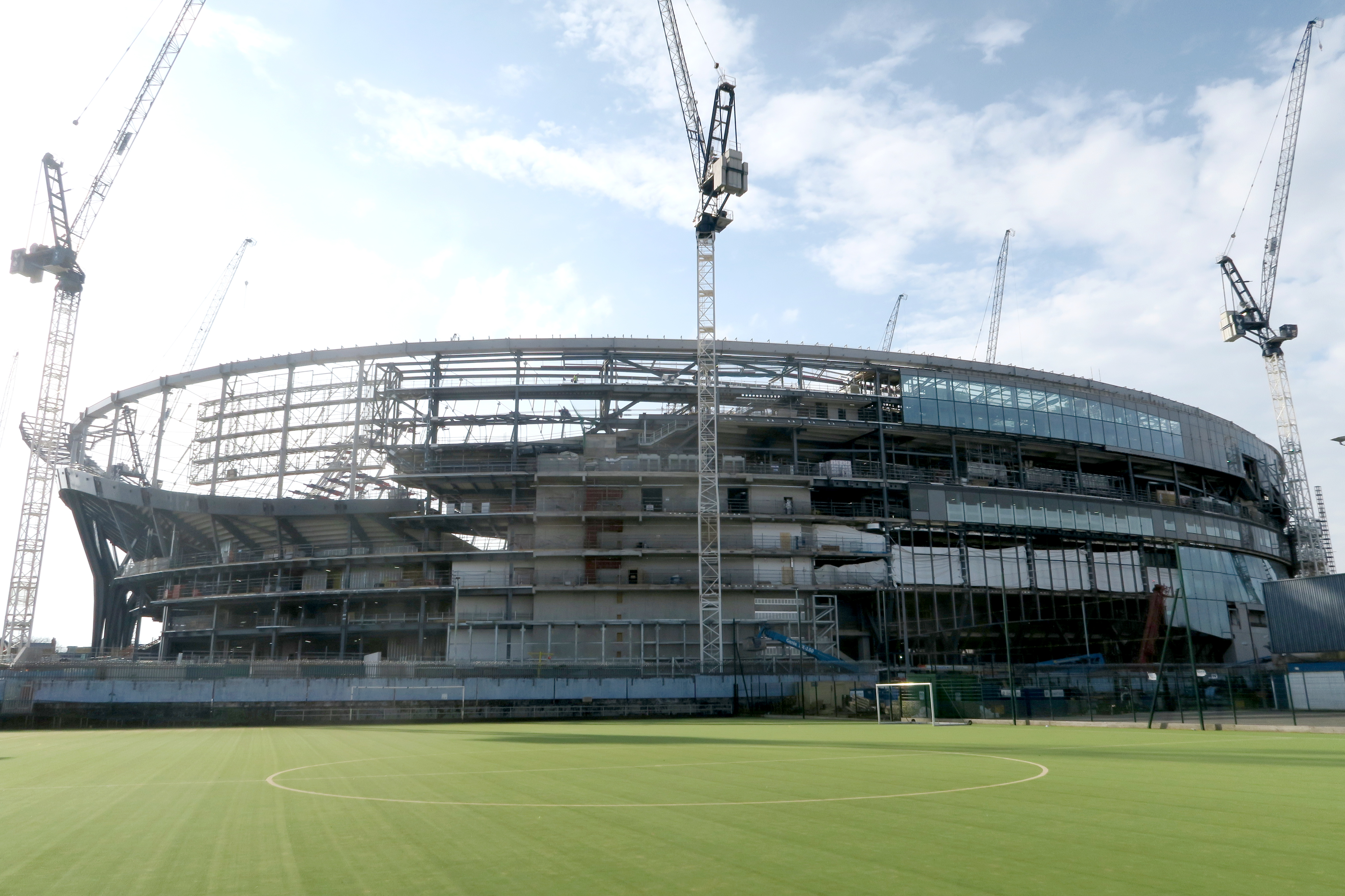
Progreso de las obras en abril de 2018.

Construido en el mismo lugar que su predecesor, White Hart Lane, cuenta con una capacidad para 65,000 espectadores, lo que le convierte en el séptimo estadio más grande  del Reino Unido y el tercero de la Premier League, solo por detrás de Old Trafford y el Estadio Olímpico de Londres.

## Historia
El estadio fue inaugurado oficialmente el 3 de abril de 2019 con un partido entre el Tottenham y el Crystal Palace correspondiente a la trigésima primera jornada de la Premier League. Son Heung-min, jugador de los Spurs, anotó el primer gol oficial de la historia del recinto al minuto 55' y luego Christian Eriksen al 80' para sentenciar el partido 2 a 0 a favor de los Spurs.
Desde su inauguración, alberga todos los años partidos de la Serie Internacional de la NFL, siendo el primero el 6 de octubre de 2019, entre los Chicago Bears y los Oakland Raiders. A excepción del año 2020, continua albergando partidos de la NFL de manera anual, siendo los únicos partidos del extranjero de la NFL, junto con los que se celebran en Wembley y el Estadio Azteca.